# Dischistocalyx
- Commons
- Wikispecies

Dischistocalyx T.Anderson ex Benth. & Hook.f., segundo o Sistema APG II, é um gênero botânico da família Acanthaceae.
As espécies do gênero são distribuidos pela África.

## Sinonímia
- Distichocalyx T.Anderson ex Benth. & Hook.f., var. ort.

## Espécies
| - Dischistocalyx bignoniiflorus - Dischistocalyx buchholzii - Dischistocalyx champluvieranus - Dischistocalyx confertiflorus - Dischistocalyx epiphytica | - Dischistocalyx laxiflorus - Dischistocalyx obanensis - Dischistocalyx pubescens - Dischistocalyx ruellioides - Dischistocalyx togoensis |

- «Lista das espécies»

## Nome e referências
Dischistocalyx T.Anderson ex Benth., 1894.

## Classificação do gênero
| Sistema | Classificação                       | Referência            |
| ------- | ----------------------------------- | --------------------- |
| APG II  | Ordem Lamiales, família Acanthaceae | APweb, versão 9, 2008 |